# Matěj Kovář
Matěj Kovář, né le 17 mai 2000 à Uherské Hradiště en Tchéquie, est un footballeur international tchèque qui joue au poste de gardien de but au PSV Eindhoven, en prêt du Bayer Leverkusen.

## Biographie

### En club
Né à Uherské Hradiště en Tchéquie, Matěj Kovář est formé par le 1. FC Slovácko mais n'y joue aucun match en professionnel avant de rejoindre en janvier 2018 l'Angleterre, pour signer en faveur de Manchester United.
Le 28 août 2020, Matěj Kovář est prêté au Swindon Town FC, club évoluant alors en League One (troisième division). Il joue son premier match dans cette compétition le 12 septembre 2020, lors de la première journée de la saison 2020-2021 contre le Rochdale AFC. Il est titularisé et son équipe s'impose (3-1 score final).
Le 31 janvier 2022, Kovář est prêté jusqu'à la fin de la saison au Burton Albion FC.
Le 9 septembre 2022, Matěj Kovář rejoint le Sparta Prague sous la forme d'un prêt d'une saison.
Kovář est sacré champion de Tchéquie avec le Sparta Prague, le club remportant le 37e titre de son histoire lors de cette saison 2022-2023,.
Le 15 août 2023, Matěj Kovář quitte définitivement Manchester United pour rejoindre le club allemand du Bayer Leverkusen.

### En sélection
Matěj Kovář représente l'équipe de Tchéquie des moins de 18 ans, jouant un total de deux matchs, tous en 2018.
En septembre 2021, Matěj Kovář est convoqué pour la première fois avec l'équipe nationale de Tchéquie afin de remplacer Tomáš Vaclík, forfait sur blessure. Mais il ne joue aucun match lors de ce rassemblement.
Kovář honore finalement sa première sélection avec la Tchéquie le 26 mars 2024, lors d'un match amical face à l'Arménie. Il est titularisé et son équipe s'impose par deux buts à un.
Il est retenu dans la liste des 26 joueurs tchèques du sélectionneur Ivan Hašek pour participer à l'Euro 2024. Sur le banc lors des deux premiers matchs (Portugal et Géorgie), il est titulaire lors du dernier match de poules face à la Turquie mais sera éliminé avec son équipe dès le premier tour. 

## Statistiques

### Détaillées
| Saison                | Club                  | Championnat           | Championnat | Championnat | Coupe(s) nationale(s) | Coupe(s) nationale(s) | Supercoupe | Supercoupe | Compétition(s) continentale(s) | Compétition(s) continentale(s) | Compétition(s) continentale(s) | Tchéquie | Tchéquie | Total | Total |
| Saison                | Club                  | Division              | M.          | B.          | M.                    | B.                    | M.         | B.         | Comp.                          | M.                             | B.                             | M.       | B.       | M.    | B.    |
| 2020-2021             | Swindon Town          | League One            | 18          | 0           | 3                     | 0                     | -          | -          | -                              | -                              | -                              | -        | -        | 21    | 0     |
| Sous-total            | Sous-total            | Sous-total            | 18          | 0           | 3                     | 0                     | -          | -          | -                              | 0                              | 0                              | -        | -        | 21    | 0     |
| 2021-2022             | Burton Albion         | League One            | 6           | 0           | 0                     | 0                     | -          | -          | -                              | -                              | -                              | -        | -        | 6     | 0     |
| Sous-total            | Sous-total            | Sous-total            | 6           | 0           | 0                     | 0                     | -          | -          | -                              | 0                              | 0                              | -        | -        | 6     | 0     |
| 2022-2023             | Sparta Prague         | Fortuna Liga          | 28          | 0           | 4                     | 0                     | -          | -          | -                              | -                              | -                              | -        | -        | 32    | 0     |
| Sous-total            | Sous-total            | Sous-total            | 28          | 0           | 4                     | 0                     | -          | -          | -                              | 0                              | 0                              | -        | -        | 32    | 0     |
| 2023-2024             | Bayer Leverkusen      | Bundesliga            | 1           | 0           | 4                     | 0                     | -          | -          | C3                             | 11                             | 0                              | 2        | 0        | 18    | 0     |
| 2024-2025             | Bayer Leverkusen      | Bundesliga            | 4           | 0           | 4                     | 0                     | -          | -          | C1                             | 6                              | 0                              | 10       | 0        | 24    | 0     |
| Sous-total            | Sous-total            | Sous-total            | 5           | 0           | 8                     | 0                     | -          | -          | -                              | 17                             | 0                              | 13       | 0        | 43    | 0     |
| 2025-2026             | PSV Eindhoven (prêt)  | Eredivisie            | 2           | 0           | 0                     | 0                     | 1          | 0          | C1                             | 0                              | 0                              | 0        | 0        | 3     | 0     |
| Sous-total            | Sous-total            | Sous-total            | 2           | 0           | 0                     | 0                     | 1          | 0          | -                              | 0                              | 0                              | 0        | 0        | 3     | 0     |
| Total sur la carrière | Total sur la carrière | Total sur la carrière | 59          | 0           | 15                    | 0                     | 1          | 0          | -                              | 17                             | 0                              | 13       | 0        | 105   | 0     |

## Palmarès
| Sparta Prague (1)                                  | Bayer Leverkusen (2)                                                       | PSV Eindhoven (1)                               |
| -------------------------------------------------- | -------------------------------------------------------------------------- | ----------------------------------------------- |
| - Championnat de Tchéquie (1) : - Champion en 2023 | - Bundesliga (1) : - Champion en 2024 - DFB Pökal (1) : - Champion en 2024 | - Johan Cruyff Shield (1) : - Vainqueur en 2025 |